# Hugh d’Aubigny, 5. Earl of Arundel

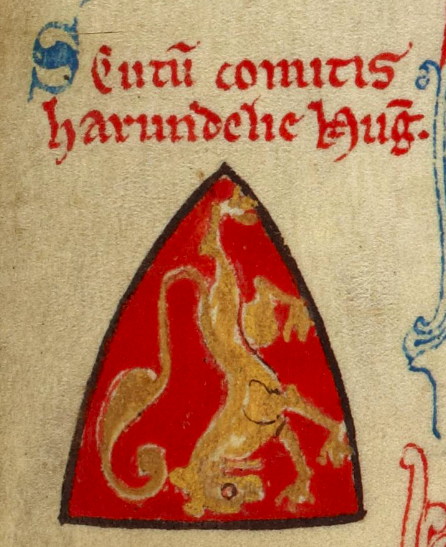

Hugh d’Aubigny, 5. Earl of Arundel (* um 1215; † 7. Mai 1243) war ein englischer Magnat.
Er entstammte der anglonormannischen Familie Aubigny und war der zweite Sohn von William d’Aubigny, 3. Earl of Arundel und von Mabel of Chester. Sein Vater starb 1221, nach dem Tod seines älteren Bruders William 1224 wurde der minderjährige Hugh Erbe der umfangreichen Besitzungen seines Vaters und des Titels Earl of Arundel. 1242 gehörte er zu den Magnaten, die König Heinrich III. während des Saintonge-Kriegs auf den Feldzug ins Poitou begleiteten. Er wurde in Wymondham Priory in Norfolk beigesetzt.
Er heiratete 1234 Isabel de Warenne, eine Tochter von William de Warenne, 5. Earl of Surrey und von Maud Marshal. Da die Ehe kinderlos geblieben war, wurden seine Besitzungen nach seinem Tod unter seinen vier Schwestern Mabel, Isabel, Nicola und Cecilia bzw. deren Nachkommen aufgeteilt. Arundel Castle und damit de iure auch sein Earlstitel fielen an die Nachfahren seiner Schwester Isabel aus dem Haus FitzAlan.